# Клеисоура (Византијски округ)
У Византијском царству, Клеисоура (грч. κλεισούρα, "гранично, утврђење") је традиционални израз који се користио за утврђене планинске превоје и војне области које су их штитиле.. До краја 7. века овај назив се примењивао за шира погранична подручја, разликујући се од већих подричја као што су теме, већином су се налазиле дуж источне границе царства са Калифатом дуж линије Тартус-Антитаур планине (на западу је само Стримон у својим раним данима називан клеисоура). Клеисоура или клеисоурархија је била аутономна команда, којом су управљали клеисоури (грчки: κλεισουράρχης). У своје време, већина клеисоура је подигнута широм територија многих тема, а овај термин се употребљавао све до 10. века (у касно византијском периоду дорунгос, је имао исто значење) . Његов исламски синоним у Киликији и Месопотамији био је Авашим.